# Curvularia stapeliae
Curvularia stapeliae är en svampart som först beskrevs av du Plessis, och fick sitt nu gällande namn av S. Hughes & du Plessis 1951. Curvularia stapeliae ingår i släktet Curvularia och familjen Pleosporaceae.   Inga underarter finns listade i Catalogue of Life.